# U-6 (1963)
U-6 (S185) – niemiecki okręt podwodny typu 205 z okresu zimnej wojny. Zbudowany jako trzeci okręt typu 205, do służby w Deutsche Marine wszedł w 1963 roku. Od 1969 roku wykorzystywany jako okręt szkolny. Wycofany ze służby w 1974 roku.  

## Projekt i budowa
Zamówienie na nowe okręty podwodne typu 205, przystosowane do działania głównie na płytkich wodach Morza Bałtyckiego, zostało złożone w stoczni HDW w Kilonii, która zdobyła doświadczenie w produkcji okrętów podwodnych, budując okręty typu 201. Rozpoczęcie budowy trzeciej jednostki serii, która otrzymała oznaczenie U-6 i znak taktyczny S185, miało miejsce 8 listopada 1961 roku. Wodowanie nastąpiło 30 stycznia 1963 roku, wejście do służby 24 lipca 1963 roku . 

## Dane taktyczno-techniczne
Technologia budowy pierwszych okrętów typu 205 nie była do końca dopracowana, czego głównym objawem była przyśpieszona korozja kadłuba. W celu zapobieżenia korozji, kadłub został pokryty cyną. Długość całkowita wynosiła 44,3 metra, szerokość 4,6 metra i zanurzenie 4,2 metra. Wyporność w położeniu nawodnym wynosiła 450 ton, a w zanurzeniu 500 ton .
Okręt napędzany był na powierzchni przez dwa 12-cylindrowe, czterosuwowe silniki wysokoprężne Mercedes-Benz o łącznej mocy 880 kW (1180 KM), zaś pod wodą poruszał się dzięki jednemu silnikowi elektrycznemu SSW o łącznej mocy 1100 kW (1500 KM) . Wał napędowy obracał 5-łopatową śrubę o średnicy 2300 mm.
Uzbrojenie okrętu składało się z 8 wyrzutni torpedowych kalibru 533 mm, przystosowanych do wystrzeliwania ciężkich torped lub stawiania min. Okręt nie posiadał oddzielnego luku do załadunku torped, dlatego torpedy ładowano na pokład przez dwie najwyżej umieszczone wyrzutnie torpedowe.

## Służba
Po wejściu do służby, U-6 został poddany we wrześniu 1963 roku testom zanurzenia, wykonywanym w asyście pływającego dźwigu. W czerwcu 1964 roku U-6 wraz z U-5 i U-7 odwiedził norweskie porty Kristiansand i Bergen. W marcu 1965 roku grupa składająca się z okrętów U-4, U-5, U-6 i U-7, odwiedziła norweski port Horten. Ta sama grupa okrętów pomiędzy majem a czerwcem tego roku, odwiedziła porty Lerwick, Aberdeen i Stavanger.
1 października 1969 roku pierwsze 5 okrętów typu 205, od U-4 do U-8, zostało przemianowane na okręty szkolne i przekazane do jednostki szkolnej w Neustadt. 
U-6 został wycofany ze służby w 22 sierpnia 1974 roku, złomowany w 1977 roku .